# On Our Backs
On Our Backs was het eerste Amerikaanse tijdschrift dat lesbische erotica voor een lesbisch publiek bracht. Het was tevens het eerste geheel door vrouwen verzorgde blad van de VS.
On Our Backs werd in 1984 voor het eerst uitgegeven, door Debi Sundahl en Myrna Elana, met medewerking van onder anderen Susie Bright. Bright werd vervolgens tot hoofdredacteur benoemd, een positie die ze zes jaar zou bezetten. Tot de latere hoofdredacteuren behoren Diane Anderson-Minshall, Diana Cage en Tristan Taormino. Het blad gaf in de jaren tachtig mede gezicht aan de lesbische subcultuur en het had een duidelijke sekspositieve stellingname in het seksualiteit-debat binnen het feminisme in de VS.
De titel was een woordspeling op off our backs, een radicaalfeministisch tijdschrift dat een duidelijk anti-porno positie innam binnen het genoemde debat en waarvan de redactionele lijn door de makers van On Our Backs als preuts werd gezien. off our backs op haar beurt beschouwde het pornoblad als pseudo-feministisch en dreigde met juridische procedures over het logo OOB.
In 1985 werd onder verantwoordelijkheid van het blad een pornofilm uitgebracht, onder de merknaam Fatale Video. Tegen het einde van de jaren tachtig was Fatale Media 's werelds grootste producent van lesbische pornofilms.
In 1994 werd de uitgave van On Our Backs vanwege financiële perikelen gestaakt. Na twee overnames werd de uitgave in 1998 hervat, om in 2006 uiteindelijk definitief stopgezet te worden. De laatste uitgever houdt een deel van het materiaal online beschikbaar.